# Fun & Serious Game Festival
Fun & Serious Game Festival è un festival del videogioco che dal 2011, anno della prima edizione, si svolge nella città spagnola di Bilbao tra la fine di novembre e l'inizio di dicembre. L'obiettivo della kermesse è riconoscere l'importanza culturale dei videogiochi. A tal fine, si svolgono varie attività di intrattenimento e workshop come le VIT Talks e i Premi Fun & Serious.

## Storia
Il Fun & Serious Game Festival conta sull'appoggio del Governo regionale basco tramite la SPRI (Società per la Promozione e Riconversione Industriale), del Comune di Bilbao e del Consiglio provinciale di Biscaglia ed è inoltre sponsorizzato dal quotidiano El Correo. Tra i marchi più importanti dell'evento vi sono Microsoft, Sony e Ubisoft. Il Festival si avvale della collaborazione dell'Associazione spagnola dei videogame (AEVI).
Il Festival si chiude con la cerimonia dei premi Titanium ai migliori giocatori dell'anno. I premi furono consegnati per la prima volta nell'edizione del 2015. Il nome e il disegno del trofeo raffigurano la transizione vissuta dalla città di Bilbao. Nel 2016, 25 000 persone presenziarono al festival.
La prima cerimonia dei premi Titanium si celebrò nel dicembre del 2011 nel Teatro Campos Elíseos di Bilbao e fu presentata da Patricia Conde e Alex Odogherty.
Nel 2016 la kermesse si svolse nel Museo Guggenheim di Bilbao e fu presentata dall'attrice Itziar Atienza e dal giornalista Toni Garrido. I premi furono consegnati da Ed Vaizey, dal giocatore di pallacanestro Alex Mumbrú e dall'attore Hovik Keuchkerian.
Nel 2017 festival si svolse ancora nel Museo Guggenheim di Bilbao e fu presentato dal giornalista Iñaki López dall'attrice Itziar Atienza.
Nel 2018, VIII edizione, il festival si trasferì al Bilbao Exhibition Centre di Barakaldo per poter accogliere un maggior numero di partecipanti.
Nel 2019, dal 6 al 9 dicembre, si celebrerà la IX edizione del festival: in quell'occasione, Yōko Shimomura sarà insignita del premio Titanium per il suo apporto al mondo della musica dei videogame. Inoltre, la compositrice terrà una conferenza nella VIT Talks del festival.

## Premi
2011
| Categoria                     | Vincitore                       |
| ----------------------------- | ------------------------------- |
| Gioco dell'anno (europeo)     | Battlefield 3                   |
| Gioco dell'anno (non europeo) | Uncharted 3: L'inganno di Drake |

2012
| Categoria       | Vincitore |
| --------------- | --------- |
| Gioco dell'anno | Halo 4    |

2013
| Categoria       | Vincitore |
| --------------- | --------- |
| Gioco dell'anno | GTA V     |

2014
| Categoria       | Vincitore                            |
| --------------- | ------------------------------------ |
| Gioco dell'anno | La Terra di Mezzo: L'ombra di Mordor |

2015
| Categoria          | Vincitore                |
| ------------------ | ------------------------ |
| Gioco dell'anno    | The Witcher 3: Wild Hunt |
| Premio Bizkaia     | Aleksej Pajitnov         |
| Premio Avanguardia | Tim Schafer              |
| Premio onorario    | James Armstrong          |

2016
| Categoria          | Vincitore                     |
| ------------------ | ----------------------------- |
| Gioco dell'anno    | Uncharted 4: Fine di un ladro |
| Premio Bizkaia     | Yūji Naka                     |
| Premio Avanguardia | Harvey Smith                  |
| Premio onorario    | Warren Spector                |

2017
| Categoria          | Vincitore                               |
| ------------------ | --------------------------------------- |
| Gioco dell'anno    | The Legend of Zelda: Breath of the Wild |
| Premio Bizkaia     | John Romero                             |
| Premio Avanguardia | Jeff Kaplan                             |
| Premio onorario    | Jordan Mechner                          |

2018
| Categoria       | Vincitore              |
| --------------- | ---------------------- |
| Gioco dell'anno | Red Dead Redemption II |
| Premio Bizkaia  | Fumito Ueda            |
| Premio Pionere  | Jade Raymond           |
| Premio onorario | Brenda Romero          |

2019
| Categoria         | Vincitore                    |
| ----------------- | ---------------------------- |
| Gioco dell'anno   | Star Wars Jedi: Fallen Order |
| Premio Bizkaia    | Tim Willits                  |
| Premio onorario   | Greg Street                  |
| Premio Vanguardia | Bruce Straley                |
| Premio Pionera    | Yöko Shimomura               |